# 健身工廠
健身工廠是由柏文健康事業有限公司經營的健身房品牌，由陳尚文在2006年於臺灣高雄市創立。